# Marcia su Versailles

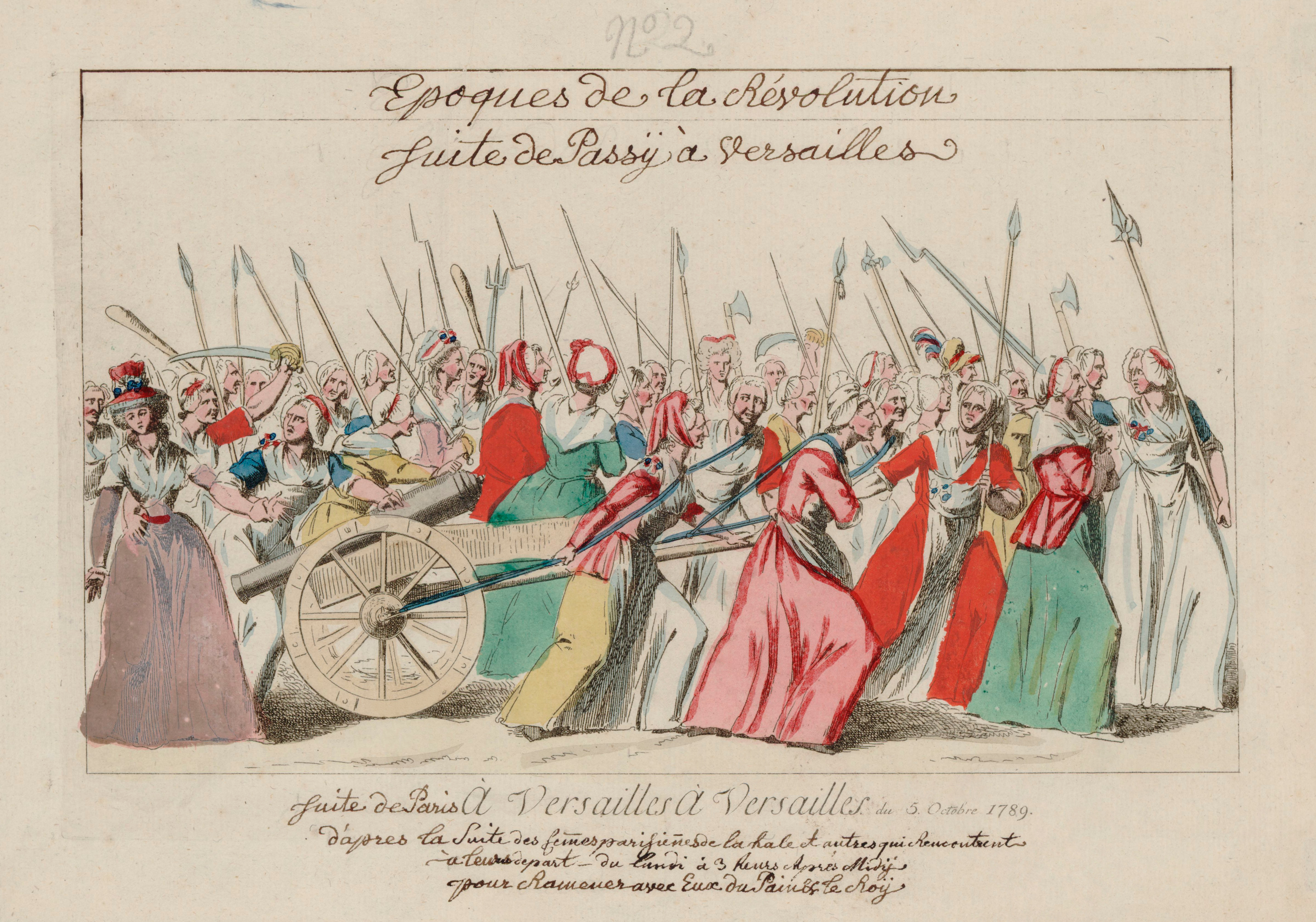
Rappresentazione dell'evento

La marcia delle donne su Versailles fu una manifestazione popolare condotta dalle donne dei mercati di Parigi il 5 ottobre 1789: costituì un episodio fondamentale nella storia della rivoluzione francese.
Le donne marciarono per costringere il re ad accettare la Dichiarazione dei diritti dell'uomo e del cittadino, in merito alla quale, il giorno precedente, aveva sollevato delle riserve.
(Testimonianza di Madame Cherette, partecipante alla marcia.)

## Il contesto
La rivoluzione francese stava muovendo i primi passi: il popolo di Parigi dimostrava un reale interesse per la partecipazione attiva alla vita politica, specialmente in seguito alla presa della Bastiglia.
La corte del re Luigi XVI abitava nel palazzo di Versailles, fuori Parigi. A Versailles erano inoltre presenti i rappresentanti del popolo, riuniti nell'Assemblea nazionale costituente, allo scopo di proporre i cambiamenti volti all'abolizione dei privilegi dei nobili e del clero. Le loro richieste però non venivano accolte completamente e il re non approvava tutti i decreti richiesti.
Intanto a Parigi dilagava la carestia e il prezzo del pane continuava ad aumentare e a scarseggiare: questa difficile situazione provocò la reazione del popolo, specialmente delle donne che frequentavano i mercati e che dovevano provvedere al sostentamento della famiglia.
Il 1º ottobre 1789, al palazzo di Versailles, fu data una cena in onore dei reggimenti di Fiandra, che indossarono la coccarda nera, il colore della regina Maria Antonietta, ma a Parigi trapelò la notizia che si fosse svolta un'orgia anti-rivoluzionaria.

## La marcia

### Le partecipanti
La mattina del 5 ottobre 1789, le donne che si trovavano nel mercato della zona est di Parigi protestarono per la mancanza del pane, il costo sempre maggiore e la carestia in atto. La loro rabbia venne incanalata e guidata da alcuni rivoluzionari che stavano progettando una marcia contro Versailles.
Alcune donne entrarono in una chiesa vicina e suonarono le campane per attirare l'attenzione e chiamare alla rivolta anche le altre donne. A loro si aggiunsero le donne dei mercati vicini e quelle che si accodavano al passaggio della marcia.
Le manifestanti si radunarono davanti all'Hotel de Ville, per chiedere armi e pane "con orribili imprecazioni". Stanislas-Marie Maillard, eroe della Bastiglia, fomentò la rabbia delle donne e le indusse ad avanzare verso Versailles, per protestare e rendere note le loro impellenti richieste direttamente al re.
Nel quartiere, le donne saccheggiarono le case e si procurarono armi e viveri. Ad esse si unirono molti rivoluzionari: alla fine raggiunsero il numero di settemila persone.

### L'arrivo a Versailles

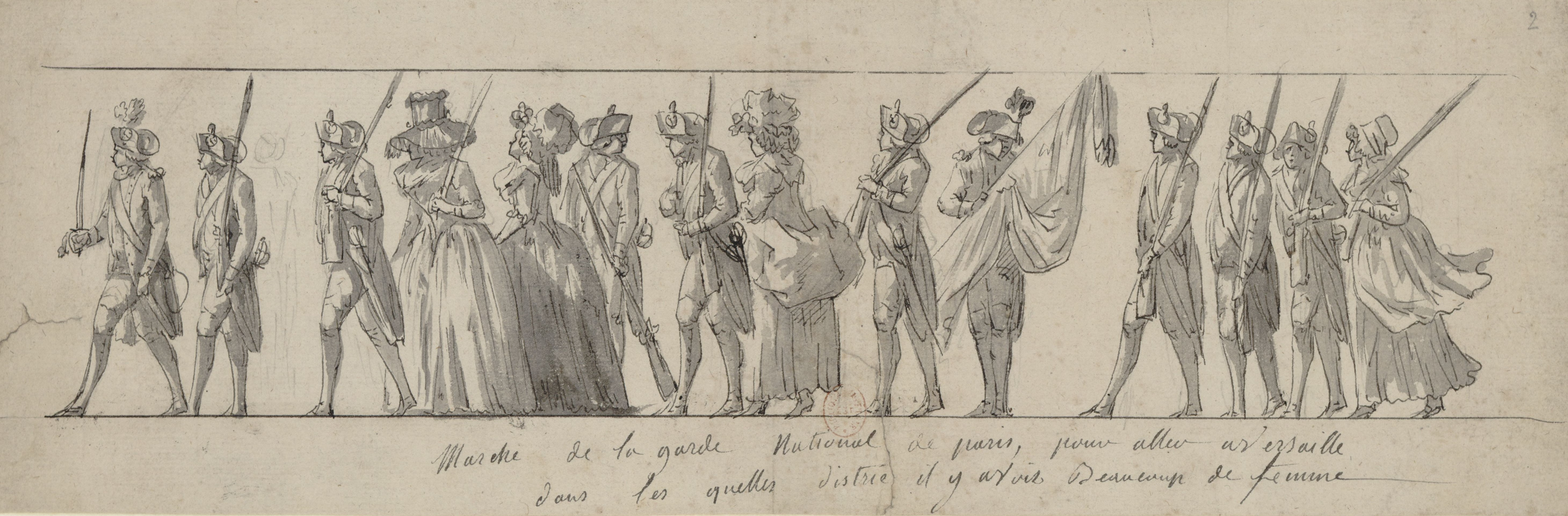
Marcia della Guardia nazionale di Parigi verso Versailles insieme alle manifestanti, illustrazione dell'epoca.

Versailles dista venti chilometri da Parigi: l'avanzata durò circa sei ore e lungo la strada il gruppo dei manifestanti si infoltì.
La marcia era guidata dal marchese de La Fayette, capo della Guardia nazionale, che sperava di evitare massacri e distruzioni grazie all'appoggio della Guardia nazionale che partecipava anch'essa.
All'arrivo a Versailles i manifestanti vennero accolti dai membri dell'assemblea, i quali pensavano fosse soltanto una semplice manifestazione a causa della carestia. Unicamente Robespierre riuscì a parlare alla folla e a calmarla, promettendo di chiedere l'udienza al re. È in questa occasione che Robespierre si mise in mostra e iniziò la sua scalata politica.
Guidate dal presidente dell'assemblea, cinque donne scelte come delegate si presentarono al re per esporre le richieste del popolo. Il re si dimostrò disponibile e promise di accettare le proposte delle donne: inoltre diede ordine di aprire i magazzini reali per sfamare la folla.
La folla però era inquieta e non appagata. Non si ritirò: invase il palazzo nonostante la coraggiosa e tenace difesa delle fedelissime guardie del corpo del sovrano, due delle quali, François Rouph de Varicourt e Jean-François Pagès des Huttes, vennero uccise per salvare la regina, i loro cadaveri decapitati con un colpo d'ascia da una delle guardie di La Fayette, Mathieu Jouve Jourdan, e le loro teste poste su delle picche.
La Fayette riuscì ad evitare la carneficina dei soldati contro la folla e convinse il re a parlare ai manifestanti. Il re promise che sarebbe tornato a Parigi e la folla accettò la promessa, che venne mantenuta nel primo pomeriggio del 6 ottobre, quando il re ritornò forzatamente a Parigi in carrozza con la famiglia, accompagnato dalla folla.

## Madame Chéret

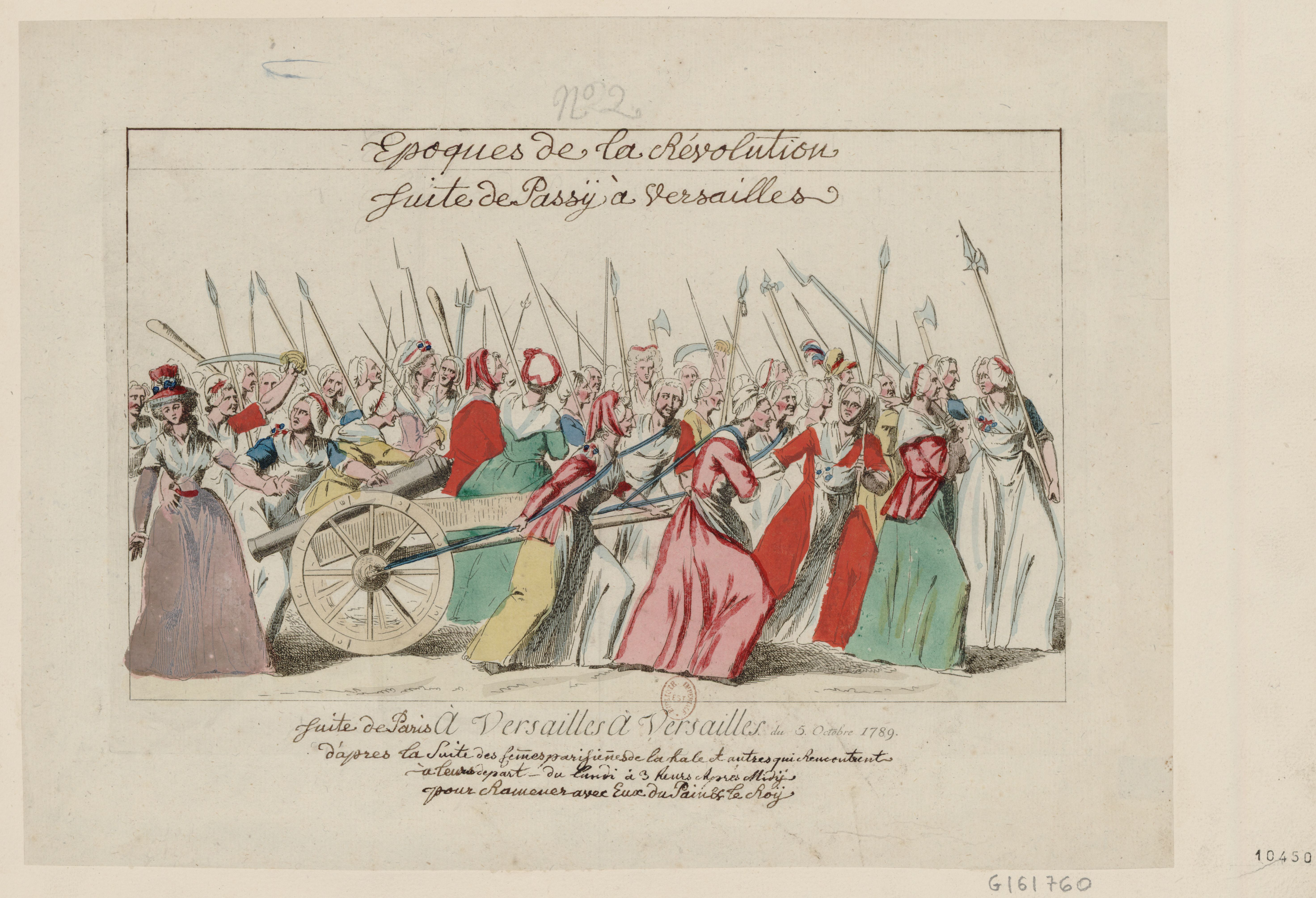
A Versailles il 5 ottobre 1789, illustrazione dell'epoca.

Madame Chéret, una delle protagoniste della marcia, raccontò in un resoconto le vicende vissute dal suo punto di vista: faceva parte della delegazione delle sei donne che furono ricevute dal re.
Madame Chéret scrisse che, la mattina del 5 ottobre 1789, le donne del mercato chiesero esplicitamente di parlare con il capo della Guardia nazionale, il marchese de La Fayette, che in quel momento rappresentava la maggiore autorità a Parigi.
Le loro richieste erano espressione delle mancanze, dei bisogni e dei desideri del popolo parigino: esigevano l'abbassamento del prezzo del pane e il ritorno del re e della regina a Parigi, in modo che potessero essere più vicini al loro popolo.
Madame Chéret sottolineò come questo progetto, voluto dalle eroine che parteciparono alla presa della Bastiglia, avesse come scopo principale il far conoscere all'assemblea e al re "l'origine dei mali del popolo per il quale i più grandi monarchi non fanno niente".
I membri dell'assemblea accordarono alle rappresentanti le seguenti richieste: 
1. un nuovo permesso per esportare i grani;
2. la promessa che il grano sarebbe stato tassato ad un prezzo onesto in modo da garantire che il pane fosse alla portata dei cittadini meno abbienti;
3. che il costo della carne non superasse gli otto soldi alla libbra.

Nel finale del documento Madame Chéret raccontò il ritorno trionfale a Parigi: le donne furono accolte dalla folla come vincitrici: "Noi cittadine, coperte dalla gloria, per ordine di sua Maestà siamo state ricondotte in carrozza nel quartiere, dove siamo state ricevute come liberatrici della capitale".

## La condizione femminile a Parigi nel 1789
Lo studioso David Garrioch nota come le donne che presero parte alla marcia non appartenevano soltanto alle venditrici del mercato, ma riporta che erano anche donne coscienti dei loro diritti, capaci di identificare i reali centri del potere politico.
È interessante sottolineare l'atteggiamento delle donne a volte critico e negativo nei confronti degli uomini. Garrioch infatti riporta testimonianze e dichiarazioni fatte dalle donne, annotate dagli agenti di polizia, come "Gli uomini si stanno tirando indietro, gli uomini sono vigliacchi...".
Lo scopo principale della rivolta era manifestare la gravità della situazione in riferimento all'approvvigionamento del cibo. Alcuni studiosi hanno pensato che gli uomini avessero partecipato in maniera minima alla marcia, in quanto ritenevano che i problemi legati al costo del cibo non fossero di loro competenza, ma che tipicamente rientrassero nella sfera di azione delle donne. Inoltre molte manifestanti volevano escludere gli uomini per evitare che una manifestazione pacifica diventasse violenta.
Il lavoro per gli uomini era fondamentale in quanto costituiva la loro identità personale e sociale. Per le donne, invece, rappresentava soltanto una situazione temporanea: principalmente accudivano la casa e i figli, tutto ciò che concerneva l'ambiente domestico rientrava nella loro competenza e responsabilità.
Prima di sposarsi e occuparsi della famiglia e dei figli, moltissime donne lavoravano. Numerose erano le occasioni lavorative, specie quelle legate al commercio e alla moda. Altre occupazioni frequenti erano quelle che avvenivano soprattutto in strada: portatrici d'acqua, venditrici di cibo, facchine, sarte, lavandaie. La natura di questi lavori femminili spingeva le donne a intessere forti legami nella comunità locale: le donne ricoprivano, con la loro presenza costante, un ruolo predominante nel territorio, dato che gli uomini erano assenti fino alla sera per il lavoro.
Le rivolte femminili per il cibo erano abbastanza frequenti e in genere tollerate dalle autorità, perché, solitamente, non erano violente. Le donne erano coscienti che il prezzo del cibo e la carestia rientravano nella sfera politica ed erano problemi condizionati dalle scelte del governo.
La marcia delle donne su Versailles costituì inizialmente una continuazione delle azioni delle donne legate al cibo, un aspetto della vita quotidiana di loro primaria competenza. La presa della Bastiglia aveva insegnato anche alle donne che una rivolta poteva essere la risposta ai loro problemi e alle loro richieste: l'azione nel quartiere non era più sufficiente, dovevano rivolgersi ai nuovi centri di potere, l'assemblea e il re. Anche per questo motivo, la rivolta si allargò velocemente a tutte le donne della città, provenienti dai quartieri più diversi.